# Phyllanthus hakgalensis
Phyllanthus hakgalensis är en emblikaväxtart som beskrevs av George Henry Kendrick Thwaites och Henry Trimen. Phyllanthus hakgalensis ingår i släktet Phyllanthus och familjen emblikaväxter.
Artens utbredningsområde är Sri Lanka. Inga underarter finns listade i Catalogue of Life.